# Petite Turdinule
Napothera epilepidota
Espèce
Statut de conservation UICN

 LC  : Préoccupation mineure
La Petite Turdinule (Napothera epilepidota) est une espèce de passereau de la famille des Pellorneidae.

## Répartition
On la trouve au Bhoutan, Birmanie, Chine, Inde, Indonésie, Laos, Malaisie, Thaïlande et Vietnam.

## Habitat
Elle habite les forêts humides tropicales et subtropicales.